# Великий Молокиш
Великий Молокиш (рос. Большой Молокиш; рум. Molochișul Mare) — село в Рибницькому районі в Молдові (Придністров'ї).
За даними перепису населення 2004 року у селі проживало 7,1% українців.

## Опис села
В 1727 році село Великий Молокиш входило до Балтського повіту Кам'янець-Подільської губернії. Згідно з документами, що збереглися і датуються 1905 роком, на той час «дворів було 288, жителів 1685 душ обох статей, у селі знаходиться церква, однокласне сільське училище, волосне управління та сільський банк».
В післявоєнні роки в селі були одні з найкращих показників по сільському господарству не лише в районі, але й в МАРСР. Незважаючи на перешкоди та проблеми періоду Перебудови, що призвели до розвалу колгоспу та інфраструктури села, за роки становлення ПМР вдалося відновити зернове господарство та тваринницьку галузь.
У 2006 році в селі було проведено газопровід, а в 2007 році була здана в експлуатацію автономна газифікована котельня, яка забезпечує школу-садок теплом та гарячою водою.
Станом на 2007 рік в Великому Молокиші 520 дворів, у яких проживають близько 1000 осіб. Серед них 115 школярів та 35 дітей дошкільного віку.
В селі діє середня молдавська школа, якій понад 140 років. Також є сільська амбулаторія, що обслуговує 5 сусідніх сіл, музей історії села, церква Успіння Пресвятої Богородиці. Село славиться в районі своїми джерелами.